# Libra (musikalbum)
Libra är det sjätte studioalbumet av den amerikanska sångaren Toni Braxton, utgivet i Nordamerika den 27 september 2005 som Braxtons första släpp under Barry Hankersons Blackground Records. Det tyska skivbolaget Edel Records gav ut en utökad version av albumet i Europa i oktober samma år och ytterligare en gång år 2006 med Il Divo-duetten "The Time of Our Lives" som var officiell VM-låt till världsmästerskapet i fotboll 2006. Den slutgiltiga versionen av Libra var resultatet av Blackgrounds önskan att Braxton skulle vara mer trendig och kommersiell. Hennes ballader med dåvarande maken och musikern Keri Lewis valdes bort i fördel för R&B-kompositioner i upptempo med anspråk på hiphop, go-go och funk. Andra albumspår beskrevs som en uppdatering av hennes mera stilla och tillbakalutade sound från 1990-talet och rör sig istället inom ramarna för jazz, quiet storm och akustisk musik.
Vid utgivningen mottog Libra blandad eller generellt positiv kritik från musikjournalister. Flera recensenter lovordade Braxtons sångframförande medan viss kritik riktades mot inkluderingen av upptempo-kompositionerna. Under utgivningsveckan gick albumet in på femte- respektive andraplatsen på amerikanska albumlistorna Billboard 200 och Top R&B/Hip-Hop Albums med en försäljning på 114 000 exemplar, hennes starkaste försäljningssiffror på fem år. Blackground gav ut  "Please", "Trippin' (That's the Way Love Works)" och "Suddenly" som singlar från albumet. Musikjournalister kritiserade skivbolagets utgivning av låtarna då de fick en begränsad utgivning och antingen bara släpptes till radio, på enstaka format eller enbart i vissa regioner. Låtarna slog därför inte igenom på de musikmarknader de var ämnade för och missade de flesta länders singellistor helt. Libra stöttades med Braxtons första konsertturné på fem år, The Libra Tour, vilken genererade ökad försäljning av albumet och bidrog till att det mottog ett guldcertifikat av Recording Industry Association of America (RIAA) under sista kvartalet 2005.
Lanseringen av Libra blev en fortsättning på de rättsliga tvister med skivbolag som förföljt och skadat Braxtons karriär sedan slutet på 1990-talet. År 2007 lämnade Braxton in en stämningsansökan mot Hankerson och Blackground Records som hon ansåg hade misskött hennes affärer och därtill förstört hennes relation med tidigare skivbolaget Arista Records. Ärendet slutade med en förlikning där Braxton betalade 375 000 dollar till Hankerson och i gengäld kunde bryta skivkontraktet och slippa spela in ytterligare två studioalbum hos Blackground. I efterhand, under sena 2010-talet och 2020-talet, har Libra fått en renässans och lyfts fram som ett av Braxtons bästa verk. Musikjournalister och fans har beskrivit Libra som underskattat och uttryckt missnöje över att Blackground inte marknadsförde projektet tillräckligt. Blackground vägrade först att ge ut albumet digitalt men i oktober 2021 släpptes albumet för första gången till Spotify och andra streamingtjänster. I augusti 2022 återutgavs Libra på CD och för första gången på vinyl.

## Bakgrund och inspelning
I november 2002 släppte Braxton sitt femte studioalbum More Than a Woman. Braxton ville att albumet skulle bli en genomgripande artistisk stiländring och innefatta hennes nyfunna "sexigare image". Hon ville ta ett steg bort från pop och vuxenpop och skapa ett modernare sound med inslag av hiphop. More Than a Woman mottogs väl av musikjournalister som berömde hennes genuina övergång till hiphop och lyfte fram albumet som hennes bästa sedan debuten. Strax innan lanseringen fick Braxton veta att hon väntade sitt andra barn med maken Keri Lewis. På grund av komplikationer kunde hon därför inte marknadsföra albumet som hennes dåvarande skivbolag Arista Records hade planerat. Uppträdanden kortades ofta ner till intervjuer eller ställdes in helt. Arista och Braxtons relation surnade då Braxton uppfattade att de såg på hennes graviditet som en "sjukdom" medan Arista var frustrerade över hur hennes timing skulle påverka försäljningen negativt. More Than a Woman gick in på plats 13 på Billboard 200 och på plats 88 på European Top 100 Albums vilket blev hennes lägsta positioner i karriären. Braxton var besviken på skivbolagets fortsatt begränsade marknadsföring av albumet och bad sin manager Barry Hankerson att inleda en process om att få lämna Arista.
I mars 2003 meddelade Braxton att hon skrivit på ett kontrakt att släppa tre studioalbum på Hankersons Blackground Records.  I en intervju sa Hankerson: "Tonis röst är en av de mest igenkännliga och kraftfulla från de senaste 25–30 åren. Det här kontraktet innebär en fantastisk möjlighet att fortsätta utvecklas tillsammans. Med de flesta artisterna räknar vi med att släppa ett eller två album. Med Toni är det en helt annan sak, vi vet att hon kommer ha en karriär under de nästkommande årtiondena." I en intervju sa Braxton: "Jag har faktiskt varit lite nervös. Jag är hos en helt ny familj som har ett helt annat sätt att tänka men alla har fått mig att känna mig verkligt bekväm." Hon sa också att hon hade en bättre relation med hennes vän och tidigare skivbolagschef, L.A. Reid: "Vår relation är faktiskt riktigt bra nu, vi pratar. Ibland måste man komma ifrån något för att uppskatta det."
Inför skapandet av Libra bröt Braxton sin vanliga trend att jobba med en mängd låtskrivare och musikproducenter. På sin Blackground-debut jobbade hon istället exklusivt med maken Keri Lewis från musikgruppen Mint Condition. Lewis hade varit involverad i olika grad på Braxtons tre tidigare album och var chefsproducent tillsammans med Reid på More Than a Woman. Paret skapade åtta låtar som de lämnade in till cheferna på Blackground. Universal Records, som var Blackgrounds distributör i USA, var dessvärre inte nöjda med resultatet och ville inte ge ut det. Braxton fick enligt skivbolagets önskan spela in material med större kommersiell dragningskraft. Hankerson bokade studiotid åt Braxton med hiphop-producenter för att skapa nya, trendigare låtar. Nya producenter som involverades var Scott Storch, Rich Harrison och The Underdogs. Under en tidig inspelningssession för albumet spelade Braxton in kompositionen "Oh No" vars låttext var ett samarbete mellan artisterna Monica Arnold och Blu Cantrell. Braxton spelade in ytterligare titlar som "Sounds of Making Love", "Till I'm Thru" och "Little Something" med musikproducenterna Patrick Smith och Jason Boyd.

## Komposition och stil
"Jag försöker inkorporera min stil men samtidigt vara modern, vilket verkligen är jättesvårt nu när hiphop är så populärt. Är man en afroamerikansk artist så är man automatiskt R&B och hiphop. Man blir satt i den kategorin baserat på hudfärg. Så hur gör jag min typ ut av musik, sann mot mig själv, utan att vara hiphop? För det finns inte något med mig som är hiphop."
När Braxton diskuterade ändringarna på Libra var hon osäker på om hon ville att hennes musik skulle följa aktuella trender. Hon kände sig pressad att spela in låtar i upptempo med hiphop-influenser. I en intervju med The Baltimore Sun erkände Braxton att hon på vissa låtar fick kompromissa på sitt artisteri för att istället vara mer kommersiell: "Vi försökte vara smarta och inkorporera ett nytt sound med mitt gamla. Det var svårt till en början." Hon sammanfattade: "Jag hade personligen önskat att albumet hade fler långsamma låtar. På det stora hela är jag nöjd med resultatet." Libra har beskrivits som en uppdatering av hennes sound från 1990-talet som blandar ballader, sensuella låtar i medelsnabbt tempo och "klubbdängor" i upptempo. På de långsammare spåren ackompanjeras Braxtons sång av "rofylld" och lågmäld instrumentalmusik.
"Please" är en R&B och hiphop-låt i upptempo som har en hård basgång och vassa fioldrag. "Trippin' (That's the Way Love Works)" producerades av Bryan-Michael Cox. Låten har hiphop-influerade beats och ett medelsnabbt tempo. Kompositionen är uppbyggd kring en repeterande pianoslinga och en polissiren-sampling. Braxton tillämpar en sångstil som hon hade börjat använda på sitt tredje studioalbum The Heat (2000). Hon framför låttexten sjungande och harmoniserande men alternerar också med att snabbt prata låttexten. Sångstilen jämfördes med den Mariah Carey och Mary J. Blige använder på "We Belong Together" (2005) respektive "Be Without You" (2005), låtar i samma genre som också skapats av Cox. Braxtons sångstil beskrevs som "hälften sjungande och hälften rappande." Hennes rap jämfördes med den amerikanska hiphop-artisten Twista. "What's Good" samplar "In My Wildest Dreams" framförd av The Crusaders. "Take This Ring" var resultatet av Braxtons samarbete med producenten Harrison. Den är en go-go och funk-låt och därmed en skarp kontrast från resten av innehållet på Libra. Braxton tillämpar ett dämpat sångframförande vilket The Washington Post ansåg var "sexigt" och komplimenterade den aggressiva produktionen.
"Suddenly" är enbart inkluderad på den europeiska versionen av Libra. Låten är en ballad med tydliga jazz-influenser och ett trumpetsolo av musikern Chris Botti. Den skrevs och producerades av Richard Marx och jämfördes med Braxtons tidigare singel "How Could an Angel Break My Heart" (1997). Marx spelade in en duettversion med Braxton till hans album Sundown (2008). "Midnite" är en "modern hiphop-soul låt" medan "S'posed to Be" är en lugn slow jam.  "Stupid" är det nionde spåret på Libra och beskrevs som "lättvikts-jazz" medan "Finally" har beskrivits som en "glödhet komposition i medelsnabbt tempo". "Shadowless" är en akustisk gitarrballad. Enligt Billboard var den sex minuter långa balladen "Happily Unhappy" även inkluderad på innehållsförteckningen av Libra men låten plockades bort från standardutgåvan.

## Teman och textanalys
Under albumets skapande levde Braxton ett lugnt och glatt familjeliv och blev därför mindre involverad i låtskrivandet till Libra. I en intervju kommenterade hon: "Folk vill höra lite kontroversiella låttexter och min livsstil är raka motsatsen. Jag måste inte synas på varje fest för det är inte vem jag är. Jag är inte en typisk person i nöjesindustrin. Att sjunga är mitt levebröd, det är det jag älskar. Men efterfesterna måste man tvinga med mig på." Flera låtskrivare anlitades för att bidra med texter till albumet däribland Makeba Riddick, Vincent Herbert, Harold Lilly och artisten Keri Hilson som även bidrog med bakgrundssång tillsammans med Braxtons yngre syster Tamar Braxton.
Libra inleds med "Please" som skrevs av Storch, Makeba Riddick, Vincent Herbert och Kameron Houff. Den har "dramafyllt" innehåll där Braxton tar sikte mot en nyfiken kvinna som involverar sig i hennes äktenskap. Braxton klargör att hon "aldrig är den som startar problem" men inte har något emot att "avsluta dem". Braxton beskrev "Please" som "ghetto fabulös- men elegant". På "Take This Ring" sjunger Braxton om att hon vill ta av sig sin vigselring under en utekväll och helt glömma sina äktenskapliga skyldigheter. Braxton och hennes bakgrundssångare skanderar: "Don't tell nobody". Texten beskrevs som albumets mest "skandalösa" och som en påminnelse till ouppmärksamma män att uppskatta sina kvinnor. Den jämfördes med "1 Thing" (2005) framförd av Amerie, och "Crazy In Love" (2003), framförd av Beyonce Knowles.
"Suddenly" är en romantisk låt om att hitta sin själsfrände där Braxton sjunger: "Suddenly/ I’m no longer drifting on an empty sea/ And now I know that I believe in destiny". "Midnite" beskrevs som ett exempel på Braxtons historieberättande ur kvinnligt perspektiv. I låten hjälper hon en naiv tjejkompis att ta reda på var hennes man håller hus: "It's Midnite, tell me/ Do you know where your man is? Cause something's up/ Girl you better find out". "I Wanna Be (Your Baby)", är en ballad skriven av Braxtons vän och tidigare samarbetspartner Babyface med ytterligare text skriven av Daryl Simmons. "S'posed to Be" skrevs av Antonio Dixon, Keri Hilson, Patrick "j. Que" Smith, Harvey Mason och Damon Thomas. Lewis producerade Braxtons sång som återigen beskriver hur hon hittat sin själsfrände: "Baby, that's how it's s'posed to be/I ride for him and he's down for me". "Stupid" har en självanklagande låttext om förlorad kärlek. Låten var en av få på albumet som Braxton hjälpte till att skriva själv. Låten jämfördes med Anita Bakers diskografi. I "Finally" sjunger Braxton att hon äntligen hittat sitt livs kärlek. Låten nämner flera av Braxtons tidigare hits som "He Wasn't Man Enough" (2000), "Seven Whole Days" (1993), "Breathe Again" (1993) och "How Many Ways" (1994). I "Shadowless" sjunger Braxton om en förlorad kärlek som hon vill få tillbaka.

## Albumtitel och omslag
Albumtiteln Libra är en referens till Braxtons stjärntecken vågen. Albumet blev det första och enda i Braxtons karriär med ett omslag där hon marknadsfördes mononymt som "Toni" istället för "Toni Braxton". Albumomslaget fotograferades av Daniela Frederici som Braxton jobbat med ett flertal gånger tidigare. Ytterligare fotografer som bidrog till albumhäftet var John Richard, Jonathan Mannion och Michael Muller. Häftets design skapades av Wade Hunt som tidigare främst arbetat med countrymusiker.
På standardversionen av albumet poserar Braxton framför en svart bakgrund. Hon har rödfärgat hår och bär en långärmad magtröja som visar hennes dekolletage. Omslaget kom med på topplistan "The Sexiest Album Covers" utgiven av Maxim. Den Europeiska återutgåvan av albumet från 2006 har ett nytt omslag, nu med Braxton framför en vit bakgrund och i en annan outfit.

## Utgivning och marknadsföring
Libra gavs ut i USA och Kanada den 27 september 2005 av Blackground och Universal Records. Ryssland, Ukraina och övriga Europa fick en utökad version av albumet den 25 oktober 2005. Versionen innehöll bonusspåren "Suddenly", "I Hate You" och "Long Way Home". Edel återutgav albumet i Europa den 26 juli 2006 med Il Divo-duetten "The Time of Our Lives" som var officiell VM-låt till världsmästerskapet i fotboll 2006. Återutgåvan hade nytt albumomslag och innehöll de bonusspår som inkluderats på den tidigare internationella versionen av albumet. Som med sin övriga musikkatalog vägrade Blackground att under nästkommande år ge ut Libra digitalt.
Marknadsföringen för Libra började under hösten 2005 och pågick mer eller mindre till första kvartalet av år 2007. Den 7 september 2005 var Braxton värd och uppträdande akt vid den amerikanska prisceremonin Soul Train Awards i Pasadena, Kalifornien. Hon var den första artisten att uppträda och framförde de aktuella singlarna "Please" och "Trippin' (That's the Way Love Works)". Braxton inledde med "Please" efter ett specialgjort intro som hade 1940-tals inspirerat gangster-tema. Därefter framförde hon "Trippin' (That's the Way Love Works)" vars text återspeglades av bakgrundsdansare som dramatiserade numret med skådespeleri och teatermasker. Den 10 september framförde hon "Trippin'", en akustisk version av albumspåret "Shadowless", samt hennes tidigare hits så som "Just Be a Man About It" (2000), "He Wasn't Man Enough" (2000) och "Un-Break My Heart" (1996) vid AOL Sessions. Braxton stöttades av ett liveband och systrarna Tamar och Trina Braxton som bakgrundssångare. Mini-konserten regisserades av Robyn Bliley. Följande vecka var hon presentatör tillsammans med Nick Lachey vid 2005 års World Music Awards. Under oktober var hon del i BET:s 25-årsjubileum. Hon sjöng tillsammans med Faith Evans på en tribut till Gladys Knight.
Den 4 oktober samma år uppträdde Braxton med "Please" vid The Ellen DeGeneres Show och senare den 10 december vid The Tom Joyner Show. Den 24 november 2005, under den amerikanska högtiden Thanksgiving och NFL-spelen i Detroit mellan The Lions och Atlanta Falcons framförde Braxton den amerikanska nationalsången. Den 2 januari 2006, uppträdde hon vid den 117:e upplagan av amerikanska nyårsfesten Rose Parade i Pasadena, Kalifornien. Hon uppträdde även vid American Idol tillsammans med vinnaren Taylor Hicks.

### The Libra Tour

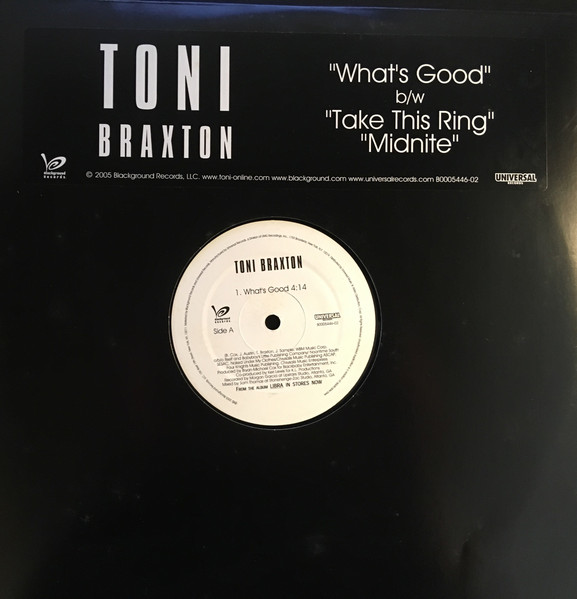
"What's Good" gavs ut på 12" vinyl med "Take This Ring" och "Midnite" som b-sida.

Den 10 mars 2006 startade Braxton sin första officiella turné på tio år, The Libra Tour. Turnén började i Atlantic City, New Jersey och pågick under sommaren till den 3 juli 2006 i Houston, Texas. Under showen framförde hon några av sina största hits, bland andra "Another Sad Love Song" (1993), "Love Shoulda Brought You Home" (1992) och "Un-Break My Heart" samt dansremixen av "Spanish Guitar" (2000). Sex numer kom från Libra däribland "Please", "I Wanna Be (Your Baby)" och "Suddenly". Under showen gjorde Braxton flera klädbyten, enligt Rondy Rice vid Boston Globe var varje byte "ännu mera sexigare och glamorösare än föregående kreation". Sarah Godfrey från The Washington Post ansåg att Braxton visade på "mångsidighet" under turnén och att hon klarade att hålla takten med nyare artister som Beyonce Knowles och Amerie.

### Singlar
Blackground gav ut flera singlar från Libra men de flesta fick en begränsad utgivning, med minimal marknadsföring. Några av låtarna gavs enbart ut till radio, på vinyl eller bara i vissa regioner. Pengar som skulle ha använts för att marknadsföra singlarna användes istället på Blackgrounds yngre stjärnskott JoJo. "Please" släpptes som albumets huvudsingel den 30 maj 2005 och var den enda singeln från albumet som fick en musikvideo. Med brist på marknadsföring blev låten Braxtons första i karriären att missa den amerikanska singellistan Billboard Hot 100. Den nådde fjärdeplatsen på listan Bubbling Under Hot 100 Singles och nådde som högst plats 36 på Hot R&B/Hip-Hop Songs.
"Trippin' (That's the Way Love Works)" gavs ut som albumets andra singel den 26 september 2005. Låten trycktes aldrig upp i några fysiska CD-singlar utan skickades enbart till radio. Låten mottog positiv kritik från musikrecensenter som jämförde den med Mariah Careys "We Belong Together" (2005) och Mary J. Bliges "Be Without You" (2005). Den nådde som högst plats 67 på R&B-listan och blev en topp-tjugo notering på listan Adult R&B Songs. "Take This Ring" trycktes upp på CD-singel med albumversionen och en kortare version avsedd till radio. Låten nådde tolfteplatsen på listan Bubbling Under R&B/Hip-Hop Singles. "What's Good" trycktes upp på "12 vinylskiva med "Take This Ring" och "Midnite" som b-sidor. Blackgrounds tyska filial Edel Records tryckte upp "Suddenly" på CD-singel i Tyskland i februari år 2006. Låten gavs ut till radio i Ryssland och Ukraina 31 mars samma år.

## Mottagande
Efter utgivningen mottog Libra mestadels positiva eller blandade recensioner från musikjournalister. Beröm riktades mot albumets ballader och Braxtons sångframförande där det ansågs att hon "hittat tillbaka till toppformen". Andy Kellman vid Allmusic gav albumet tre av fem stjärnor i betyg och beskrev arbetet som Braxtons "spretigaste". Han trodde att hennes fans skulle uppskatta arbetet men skrev avmätt: "Libra erbjuder inga överraskningar. Den är mjuk och balanserad, precis som alla andra Toni Braxton-album. Tyvärr är många av låtarna dugliga enbart som bakgrundsmusik. Den är långt ifrån hennes självbetitlade debut och Secrets." Positivare var Tammy La Gorce från Amazon som ansåg att Libra var "en av de fräschaste och smakligaste R&B-skivorna år 2005." La Gorce ansåg att höjdpunkterna var på första halvan av albumet och lyfte fram "Trippin' (That's the Way Love Works)" och "Take This Ring" som de bästa spåren. Billboard gav albumet ett blandat omdöme och skrev: "På Libra gör sångerskan det hon gör bäst: tar fram sin glödheta R&B-appeal. Braxton äger när det kommer till slow jams men det är när hon styr mot snabbare tempo som det blir lite skakigt." Steve Jones från USA Today skrev: "Det fanns en tid då man litade på att Braxton skulle komma med sorgsna kärleksballader. Men på senare år har hon breddat sitt perspektiv samtidigt som hon blivit alltmer självsäker." Han avslutade: "Den mer mogna Braxton väntar inte längre på att någon ska ta tillbaka hennes krossade hjärta." Sputnikmusic var positivt inställd till albumet och konstaterade att den var "en skiva bestående av rofyllda toner" och att den var "värdig en plats i din R&B-samling."
CD Universe skrev: "Lite över ett decennium in i sin karriär levererar Braxton sitt femte album, Libra. Hon gör äventyrliga resor i sina sagor om kärlek; vissa om att bli kär, andra att ta steget ifrån varandra eller något där emellan." Skribenten avslutade recensionen med att skriva: "Libra visar att Toni Braxton fortfarande går stark in i 2005 med ett sensuellt och tillfredsställande album." Entertainment Weekly var också positiv till albumet och berömde Braxtons röst: "Hennes heta röst passar utmärkt på soul-fyllda ballader." Sal Cinquemani vid Slant Magazine var inte lika positiv och skrev: "Medan Braxton smälte in bland andra hiphop-sångare på More Than a Woman, verkar hennes samarbete med Rich Harrison tyvärr påtvingat, till och med desperat. På den Babyface och Daryl Simmon-producerade "I Wanna Be (Your Baby)" försöker samma låtmakare som skapade alla hennes 90-tals klassiker hitta tillbaka till magin. Dom kämpar men lyckas inte ens ta fram en enda liknande låt till sin gamle vän." Margeaux Watson från Vibe Vixen jämförde Libra med Mariah Careys framgångsrika comeback The Emancipation of Mimi (2005) och att Braxton "återfunnit sin toppform". Metro Weekly ansåg att Braxton lät "bättre än någonsin" på Libra trots åratal av "finansiella, rättsliga och artistiska skivbolags-problem". Recensenten sammanfattade albumet: "Det passar henne bättre än flera föregående album som var vassare och mera rättframma med tråkiga ballader och hiphop-stilar som snabbt blev uttjatade."
| ”                                            | Superdivan är tillbaka. Med beslöjad stämma fortsätter Toni Braxton att viska fram klichéer till patenterade melodislingor. Ändå är det med Toni Braxton som med Dionne Warwick. Båda har förmågan att förvandla den uslaste komposition till något alldeles extra. | „ |
| – Patrik Andersson för Helsingborgs Dagblad. | |   |

Johanna Swanberg vid Expressen skrev: "Libra innehåller verkligen inte något nyskapande, men gillar man lagom modern r'n'b blir man nöjd. Här finns både 1990-tal (Sposed to Be) och 2000-tal (Take This Ring), men räkna inte med några listvältare av Unbreak My Heart-klass." Hon gav albumet tre getingar. Patrik Andersson vid Helsingborgs Dagblad var övervägande positiv. Han sammanfattade sin recension med att skriva: "Visst har Toni Braxton varit nere för räkning de senaste åren, men tillbaka är en mognare och mer självsäker sångerska. Hitmakare som Scott Storch, Rich Harrison och Soulshock & Karlin ser till att säkra försäljningsframgångarna på första halvan av plattan. Därefter dras tempot ner och Toni tillåter sig att låta mörkare till ett mer sparsamt arrangemang." Stefan Thungren vid Svenska Dagbladet skrev: "Toni Braxton opererar i ett soulfält som brukar kallas ”Adult contemporary” och som ungefär innebär mogen-r&b för en fullvuxen publik som ogärna utsätter sig för futuristiska funkteorier. Och hon bemästrar genren elegant, ända sedan 90-talets megahit Un-break my heart har hon levererat denna vara utan anmärkningar." Han gav albumet tre av fem möjliga stjärnor i betyg och avslutade recensionen med att skriva: "Även Libra är fläckfri och stilsäker, men detta hennes sjätte album är dessutom precis lika ospännande som de tidigare."

## Försäljning och eftermäle
Libra gick in på Billboards topplistor den 15 oktober 2005. Första veckan efter utgivning såldes albumet i 114 000 exemplar vilket blev hennes bästa försäljningssiffror på fem år. Albumet gick in på fjärdeplatsen på Billboard 200, vilket blev hennes högsta notering på den listan sedan The Heat år 2000 och hennes fjärde studioalbum att nå topp-tio. På R&B-listan Top R&B/Hip-Hop Albums räckte försäljningen till en andraplats, 5 000 exemplar mer än Lil Kim som gick in med The Naked Truth (2005) på platsen under. Braxton blockerades från förstaplatsen av Three 6 Mafia och deras album Most Known Unknown (2005). Två månader efter utgivningsdatumet guldbelönades albumet av Recording Industry Association of America (RIAA) för 500 000 exemplar skickade till affär. Fram till mitten av mars 2006 hade Libra sålts i 365 000 exemplar. Den 18 mars, i veckans utgåva av Billboard, tilldelades albumet titeln "Pacesetter" - en benämning för studioalbum med långvarig och hälsosam försäljning. The Libra Tour hade genererat ökad försäljning av albumet med 32 procent jämfört med föregående vecka varpå Libra klättrade från plats 62 till 52 på Billboard 200. Totalt stannade albumet sammanlagt 15 veckor på Billboard 200 och 30 veckor på Top R&B/Hip-Hop Albums. Fram till april 2011 hade Libra sålts i 441 000 exemplar enligt Nielsen Soundscan. Den europeiska versionen av Libra gick in på albumlistorna i Schweiz och Tyskland. Den gick in på Swiss Music Charts den 9 oktober 2005. Där nådde albumet som högst plats 25. Sista gången den noterades på listan var på plats 100 den 13 november 2005. Den låg sammanlagt sex veckor på topplistan. I Tyskland låg albumet en vecka på plats 60 på albumlistan Offizielle Top 100, utgiven av Media Control Charts.
Libra förblev den enda utgivningen under Blackground. I januari 2007 lämnade Braxton in en stämningsansökan mot Hankerson. Braxton menade att han var skyldig henne minst 10 miljoner amerikanska dollar efter att ha förstört hennes långvariga arbetsrelation med det tidigare skivbolaget Arista Records. Hankerson skulle ha sagt till Arista att "Braxton inte längre var intresserad av att jobba för dem" och sedan sagt till Braxton att "Arista inte längre var intresserade av att jobba med henne". Väl hos Blackground anklagade hon skivbolaget för att missköta hennes affärer. Hankerson hade inte skickat begärda kopior av bokslut och att han ljugit om affärer som han gjorde på hennes vägnar. När Braxton upptäckte att Blackground inte marknadsförde Libra fullt ut ville hon sparka Hankerson som då inledde en "personlig vendetta" mot henne genom att vägra att lämna ut information till andra chefer, som kunde hjälpa Braxton att förvalta sin karriär. I motstämning avvisade Hankerson Braxtons stämningsansökan och krävde 1 miljon dollar av sångerskan och en fortsatt förbindelse med Blackground Records. Stämningen slutade med förlikning i februari 2007 genom att Braxton skulle betala tillbaka 375 000 dollar till Blackground som också skulle få ett antal procent av hennes nästa albumförsäljning. Hankerson tvingades i sin tur släppa Braxton som nu var fri att skriva på för vilket annat skivbolag hon ville. Vid en tillbakablick år 2012 i den amerikanska dokumentärserien Behind the Music klandrade Braxton sig själv över valet att flytta till Blackground: "Jag skulle ha tagit mig tiden att prata med L.A. Reid och Arista. Jag förstörde min relation med dem och min professionella familj krympte."

## Arv
Libra har i efterhand lyfts fram som Braxtons mest underskattade album av musikjournalister, fans och henne själv. Många musikjournalister har uttryckt missnöje över att Blackground inte marknadsförde albumet och dess singlar tillräckligt. År 2016 ansåg Edward Bowser från Soul In Stereo att albumet var Braxtons "mest underskattade pärla" och beklagade att det vid utgivningen "helt flög under radarn för R&B-publiken. Niell Frazer från Outloud! Culture beskrev Libra som ett "mästerverk" år 2019 och fortsatte: "Ett album rikt på rofyllda och lågmälda låtar som var förbisett tack vare dålig marknadsföring från skivbolaget Blackground. Låtarna innehåller mjuk instrumentalmusik och gudomlig sång som för lyssnaren tillbaka till gammaldags R&B som Braxton släppte under 1990-talet." Frazer gav albumet fem av fem stjärnor i betyg och avslutade:
| ” | Libra ger prov på Toni Braxtons artistiska excellens när hon återigen levererar en briljant samling låtar som kan vara hennes bästa arbete någonsin. Libra fångar din uppmärksamhet från start med "Please" och släpper inte taget tills sista tonen på "Shadowless". Albumet är en rik och varierad samling av tio låtar som är välskrivna av talangfulla artister. De flesta låtar förmedlar en slags känsla som bara infinner sig på riktigt bra musik. Det är uppenbarligen hennes egna erfarenheter som diskuteras. Vid olika tillfällen vidrörs äkta känslor om kärlek, hjärtekross, smärta, misslyckade kärleksaffärer och obesvarad kärlek. Trots att detta är hennes minst kända utgivning borde hennes fans inte ha något problem att uppskatta den. Även om Blackground visade brist på intresse och respekt är Libra värdig en pallplats bland den genom tiderna bästa R&B:n. | „ |

Antwane Folk från Rated R&B ansåg 2020 att albumet var "kriminellt underskattat". I september 2020 när ett fan frågade Braxton på sociala medier plattformen Twitter vilket av hennes album hon ansåg förtjänade ett större erkännande svarade hon kort: "...LIBRA...". Webbplatsen Okay Player ansåg år 2020 att Libra var ett av de bästa och mest underskattade R&B-albumen bland de som saknades på streamingtjänster. I augusti 2021 meddelades att Blackground efter påtryckningar och efterfrågan skulle släppa Libra till streamingtjänster, 16 år efter albumets ursprungliga utgivning. Revolt ansåg att "rättvisa äntligen skipats" och fortsatte: "Det finns generationer med musikälskare och R&B-entusiaster som inte är medvetna om hur fantastisk Toni Braxton är, men nu när Libra kommer finnas på alla plattformar är det lättare för fans att upptäcka detta underskattade verk." Samma månad meddelades att Blackground för första gången skulle trycka upp Libra på vinyl samt återutge standardversionen av albumet på CD. Vinylskivorna började säljas i juni 2022.

## Låtlista
| 1.           | "Please"                               | Scott Storch, Makeba Riddick, Vincent Herbert, Kameron Houff                   | Scott Storch                | 3:57  |
| 2.           | "Trippin' (That's the Way Love Works)" | Bryan-Michael Cox, Kendrick Dean, Johnta Austin, Toni Braxton                  | Bryan-Michael Cox           | 4:04  |
| 3.           | "What's Good"                          | Bryan-Michael Cox, Johnta Austin, Toni Braxton, Joe Sample                     | Bryan-Michael Cox           | 4:14  |
| 4.           | "Take This Ring"                       | Rich Harrison                                                                  | Rich Harrison               | 3:35  |
| 5.           | "Midnight"                             | Carsten Schack, Kenneth Karlin, Harold Lilly                                   | Soulshock & Karlin          | 4:11  |
| 6.           | "I Wanna Be (Your Baby)"               | Harvey Mason, Jr., Damon Thomas, Babyface, Daryl Simmons                       | The Underdogs               | 3:17  |
| 7.           | "S'posed to Be"                        | Antonio Dixon, Keri Hilson, Patrick "j. Que" Smith, Harvey Mason, Damon Thomas | The Underdogs               | 4:07  |
| 8.           | "Stupid"                               | Cory Rooney, Braxton, Keri Lewis                                               | Cory Rooney, Keri Lewis     | 3:36  |
| 9.           | "Finally"                              | Mason, Thomas, Dixon, Eric Dawkins, Durrell Babbs                              | The Underdogs               | 3:06  |
| 10.          | "Shadowless"                           | Alex Cantrell, Philip White                                                    | Alex Cantrell, Philip White | 3:57  |
| Total längd: | Total längd:                           | Total längd:                                                                   | Total längd:                | 40:00 |

| 11. | "Places" | Schack, Karlin, Cantrall, Lindy Robbins, Robert Math | Soulshock & Karlin | 4:06 |

| 11. | "Happily Unhappy" | James Harris III, Terry Lewis, Toni Braxton | Jimmy Jam & Terry Lewis | 6:18 |

| 1.           | "Please"                               | Scott Storch, Makeba Riddick, Vincent Herbert, Kameron Houff                   | Scott Storch, Keri Lewis      | 3:57  |
| 2.           | "Trippin' (That's the Way Love Works)" | Bryan-Michael Cox, Kendrick Dean, Johnta Austin, Toni Braxton                  | Bryan-Michael Cox             | 4:04  |
| 3.           | "What's Good"                          | Bryan-Michael Cox, Johnta Austin, Toni Braxton, Joe Sample                     | Bryan-Michael Cox, Keri Lewis | 4:14  |
| 4.           | "Suddenly"                             | Richard Marx                                                                   | Richard Marx                  | 4:43  |
| 5.           | "Take This Ring"                       | Rich Harrison                                                                  | Rich Harrison                 | 3:35  |
| 6.           | "Midnight"                             | Carsten Schack, Kenneth Karlin, Harold Lilly                                   | Soulshock & Karlin            | 4:11  |
| 7.           | "I Wanna Be (Your Baby)"               | Harvey Mason, Jr., Damon Thomas, Babyface, Daryl Simmons                       | The Underdogs                 | 3:17  |
| 8.           | "S'posed to Be"                        | Antonio Dixon, Keri Hilson, Patrick "j. Que" Smith, Harvey Mason, Damon Thomas | The Underdogs, Keri Lewis     | 4:07  |
| 9.           | "Stupid"                               | Cory Rooney, Braxton, Keri Lewis                                               | Cory Rooney, Keri Lewis       | 3:36  |
| 10.          | "Finally"                              | Mason, Thomas, Dixon, Eric Dawkins, Durrell Babbs                              | The Underdogs                 | 3:06  |
| 11.          | "I Hate You"                           | Mason, Thomas, Babyface, Dixon, Dawkins                                        | The Underdogs                 | 4:01  |
| 12.          | "Shadowless"                           | Alex Cantrell, Philip White                                                    | Alex Cantrell, Philip White   | 3:28  |
| 13.          | "Long Way Home"                        | Schack, Karlin, Cantrell, White                                                | Soulshock & Karlin            | 3:28  |
| Total längd: | Total längd:                           | Total längd:                                                                   | Total längd:                  | 43:10 |

| 14. | "The Time of Our Lives" | Jörgen Elofsson | Steve Mac | 4:40 |

### Samplingar
- Spår tre, "What's Good", samplar "In My Wildest Dreams" framförd av The Crusaders.[91]

## Medverkande
Information hämtad från albumhäftet till Libra.

### Musiker
- Toni Braxton – sång (alla spår); bakgrundssång (spår 1–3, 5–9)
- Tamar Braxton – bakgrundssång (spår 1–3, 5–9)
- Makeba Riddick – bakgrundssång (spår 1)
- Kim Johnson – bakgrundssång (spår 1, 9)
- Keri Lynn Hilson – bakgrundssång (spår 1, 7)
- Siete – gitarr (spår 2)
- Kendrick Dean – stränginstrument (spår 2)
- Johntá Austin – bakgrundssång (spår 2, 3)
- Bryan-Michael Cox – alla instrument (spår 3)
- Rich Harrison – alla instrument (spår 4)
- Soulshock & Karlin – arrangemang, alla instrument (spår 5)
- Eric Dawkins – bakgrundssång (spår 6)
- Tavia Ivy – bakgrundssång (spår 6)
- Latrelle Simmons – bakgrundssång (spår 6)
- Babyface – bakgrundssång (spår 6)
- Greg Phillinganes – piano (spår 6)
- Cory Rooney – arrangemang, programmering, piano (spår 8)
- Dan Shea – programmering, piano, gitarr (spår 8)
- Keri Lewis – programmering, ytterligare keyboards (spår 8)
- Nuno Bettencourt – gitarr (spår 10)

### Ljudtekniker
- Scott Storch – produktion (spår 1)
- Keri Lewis – sångproduktion (spår 1, 7, 9); co-produktion (spår 2, 3); produktion (spår 8, 10); ljudmixning (spår 8); chefsproduktion
- Kameron Houff – inspelning (spår 1)
- Dave Russell – ljudmixning (spår 1, 4, 6, 7, 9); inspelning, editing (spår 6, 9)
- Sara Lyn Killion – assisterande ljudmixning (spår 1, 4, 6, 9)
- Chris Gehringer – mastering (spår 1)
- Bryan-Michael Cox – produktion (spår 2, 3)
- Kendrick "WyldCard" Dean – ytterligare produktion (spår 2)
- Sam Thomas – inspelning (spår 2); ljudmixning (spår 2, 3)
- Mike Guidotti – assisterande inspelning (spår 2)
- Morgan Garcia – assisterande inspelning (spår 2); inspelning (spår 3)
- Rick DeVarona – assisterande ljudmixning (spår 2)
- Terrence Cash – assisterande inspelning (spår 3)
- Tony Terrebonne – assisterande ljudmixning (spår 3)
- Rich Harrison – produktion (spår 4)
- Paul Foley – inspelning (spår 4); ljudteknik (spår 10)
- Soulshock & Karlin – produktion (spår 5)
- Manny Marroquin – ljudmixning (spår 5, 10)
- Soulshock – ljudmixning (spår 5)
- The Underdogs – produktion (spår 6)
- Babyface – produktion (spår 6)
- Dabling "Hobby Boy" Harward – inspelning, klippning (spår 6, 9)
- Antonio Dixon – produktion (spår 7, 9)
- Kelly – inspelning, klippning (spår 7)
- Thom "TK" Kidd – inspelning, klippning (spår 7)
- Rob Skipworth – assisterande inspelning, ljudteknik (spår 7)
- Kevin Mahoney – assisterande inspelning, ljudteknik (spår 7)
- Cory Rooney – produktion (spår 8)
- Dan Shea – produktion (spår 8)
- Eric Dawkins – sångproduktion (spår 9)
- Toni Braxton – chefsproduktion
- Jomo Hankerson – chefsproduktion
- Vincent Herbert – chefsproduktion
- Barry Hankerson – chefsproduktion
- Gene Grimaldi – mastering

### Omslag och design
- Heather Hankerson – creative direction
- Swade – design
- Jonathan Mannion – fotografi
- Daniela Federici – fotografi
- John Ricard – fotografi
- Michael Muller – fotografi

## Topplistor
| Lista (2005)                           | Högsta position |
| -------------------------------------- | --------------- |
| Tyskland (Offizielle Top 100)          | 60              |
| Schweiz (Schweizer Hitparade)          | 25              |
| USA Billboard 200                      | 4               |
| USA Top R&B/Hip-Hop Albums (Billboard) | 2               |

| Lista (2005)                           | Högsta position |
| -------------------------------------- | --------------- |
| USA Top R&B/Hip-Hop Albums (Billboard) | 68              |

| Lista (2006)                           | Högsta position |
| -------------------------------------- | --------------- |
| USA Top R&B/Hip-Hop Albums (Billboard) | 99              |

## Certifikat
| USA (RIAA)                             | Guld | 500.000^ |
| ^ avser siffror baserade på certifikat |      |          |

## Utgivningshistorik
| Region                    | Datum             | Utgåva                | Format         | Skivbolag             | Ref.                 |
| ------------------------- | ----------------- | --------------------- | -------------- | --------------------- | -------------------- |
| USA, Kanada               | 27 september 2005 | Standard              | CD             | Blackground Universal | [ 39 ] [ 40 ]        |
| Ryssland, Ukraina, Europa | 28 oktober 2005   | Internationell utgåva | CD, kassett    | Edel Black Ocean      | [ 41 ] [ 42 ] [ 43 ] |
| Europa                    | 26 juli 2006      | Europeisk återutgåva  | CD             | Edel Black Ocean      | [ 44 ]               |
| Internationellt           | 1 oktober 2021    | Standard              | streaming      | Blackground           | [ 87 ]               |
| Internationellt           | 5 augusti 2022    | Standard              | CD, vinylskiva | Blackground           | [ 95 ]               |